# 天地之词
《天地之词》（日语：天地の詞）是日本平安时代初期出现的，包括当时的全部48个清音假名的词句。天地之词是类似于伊呂波歌的全假名句，也是平安时代早期仍存在え（あ行え）与𛀁（や行え）区别的证据之一。

## 天地之歌
《天地之歌》（日语：天地の歌）是以《天地之词》为第一个假名和最后一个假名的一组48首的和歌，见于日本平安时代中期的歌人源顺创作的和歌集《源顺集》中。源顺创作的和歌最先的四首如下：
-{春

あらさじと打ち返すらし　を山田の苗代水にぬれて作るあ

めも春に雪間も青くなりにけり　今こそ野辺に若菜摘みてめ

つくば山　咲ける桜の匂ひをば　入りて折らねどよそながら見つ

ちぐさにもほころぶ花の繁きかな　いづら青柳　縫ひし糸すぢ}-
类似这样，分为春·夏·秋·冬·思·恋6部分，每部分各8首，总计48首和歌。
同时代的女歌人相模也创作过天地之歌，但歌集中只流传下来了春·夏·冬各四首，总计12首和歌。 源顺自述在其之前，最早创作四十八首天地之歌的是歌人藤原有忠朝臣藤六，但藤六之诗现已全部亡佚。
若从源顺的天地之歌中取出首个假名，即得到天地之词：
-{あめ　つち　ほし　そら（春）

やま　かは　みね　たに　(夏)

くも　きり　むろ　こけ　(秋)

ひと　いぬ　うへ　すゑ　(冬)

ゆわ　さる　おふせよ　(思)

えのえを　なれゐて　(恋)}-

## や行え
天地之词中存在着两个え，而作为全假名句，两者应有一定的区别，否则没有保留两个相同假名的必要性。虽然现代日语中い与ゐ、え与ゑ、お与を已经完全混同，但中世日语中是存在发音上的区别的。而关于更早的日语是否也合并了音素这一问题，桥本进吉通过对万叶假名中上代特殊假名遣的研究发现，え 的万叶假名是分为两种的。
前者使用衣、依、愛、哀、埃等万叶假名，用于、等词中。而后者使用延、要、曳、江等万叶假名，用于、等词中。通过进一步分析，桥本认为两种并非是甲乙类的区别，而是え（あ行え）与𛀁（や行え）的区别。而天地之词则是这一区别存在的直接证据。
小松英雄认为根据天地之词推测，在相似时期创作的、同为全假名句的伊吕波歌和大为尔之歌在创作时也是48个假名，而在语言演变的过程中，え与𛀁合并，造成え的重复而最终其中之一脱落。 小松推测其本来形式为：

## 解读
天地之词的前36个假名是两音节的名词，从形式上模仿了千字文： 
而後12个假名则解读不一。大矢透的解读为：
ふよ
のを
れて
中田祝夫则认为其为“ふよ　　”。马渊和夫以罕见词过多的缘故，把此方案的“良箆”一词改为，“偃”改为“て”。

## 影响
在10世纪半成书的《宇津保物语》的“国让上”一卷中，提到以“あめつちそ”等用于习字。  而南北朝时代的《古今集序注》中也提到了当时有人认为伊呂波歌的佛教成分较重，而使用天地之词习字。

## 備註
1. ↑  和名类聚抄中硫黄一项为“和名、俗、”。